# بيتشكرافت
بيتشكرافت (بالإنجليزية: Beechcraft)‏ هي شركة تصنيع طائرات. تأسست في 1932. يقع مقرها في ويتشيتا، كانساس، بالولايات المتحدة الأمريكية.

## الإنتاج

### النسخ المدنية
- بيتشكرافت موديل 16
- بيتشكرافت موديل 17
- بيتشكرافت موديل 18
- بيتشكرافت موديل 19
- بيتشكرافت موديل 23
- بيتشكرافت موديل 24
- بيتشكرافت موديل 34
- بيتشكرافت موديل 33
- بيتشكرافت موديل 35
- بيتشكرافت موديل 36
- بيتشكرافت موديل 39P
- بيتشكرافت موديل 40
- بيتشكرافت موديل 45
- بيتشكرافت موديل 50
- بيتشكرافت موديل 55، 56، 58
- بيتشكرافت موديل 60
- بيتشكرافت موديل 65، 70، 80، 88
- بيتشكرافت موديل 76
- بيتشكرافت موديل 77
- بيتشكرافت موديل 90 و 100 كينج إير
- بيتشكرافت موديل 200 و 300 سوبر كينج إير
- بيتشكرافت موديل 95
- بيتشكرافت موديل 99
- بيتشكرافت موديل 390
- بيتشكرافت موديل 400
- بيتشكرافت موديل 1900
- بيتشكرافت موديل 2000

### النسخ العسكرية
- بيتشكرافت UC-43
- بيتشكرافت AT-7
- بيتشكرافت AT-11
- بيتشكرافت CT-134
- بيتشكرافت AT-10
- بيتشكرافت XA-38
- بيتشكرافت T-34 و T-34C
- بيتشكرافت XT-36
- بيتشكرافت L-23
- بيتشكرافت T-42
- بيتشكرافت موديل 73
- بيتشكرافت C-6
- بيتشكرافت U-8F
- بيتشكرافت C-12
- بيتشكرافت T-1A
- بيتشكرافت T-6

### نسخ أخرى
- بيتشكرافت بلينسمان
- بيتشكرافت AQM-37
- بيتشكرافت MQM-61A
- بيتشكرافت MQM-107

## وصلات خارجية
- الموقع الإلكتروني